# Young Cardinals
Young Cardinals är den första singeln från Alexisonfires fjärde studioalbum, Old Crows / Young Cardinals.
Låten spelades för första gången på radio 20 april 2009 och hade premiär på Imeem 22 april. Från och med 24 april kunde man streama låten på Alexisonfires MySpacesida. Låten kommer officiellt att släppas 12 maj 2009. 2 och 3 maj 2009 kommer musikvideon för Young Cardinals att spelas in på Niagarafloden nedanför Niagarafallen i Ontario, Kanada. 

## Personal
- George Pettit – sång
- Dallas Green – sång, kompgitarr
- Wade MacNeil – gitarr, sång
- Chris Steele – basgitarr
- Jordan Hastings – trummor, slagverk